# Ruta Estatal de California 233
La Ruta Estatal de California 233, abreviada SR 233 (en inglés: California State Route 233) es una carretera estatal estadounidense ubicada en el estado de California. La carretera inicia en el Sur desde la SR 152     cerca de Chowchilla en sentido Norte hasta finalizar en la SR 99     cerca de Chowchilla. La carretera tiene una longitud de 6,2 km (3.882 mi).

## Mantenimiento
Al igual que las autopistas interestatales, y las rutas federales y el resto de carreteras estatales, la Ruta Estatal de California 233 es administrada y mantenida por el Departamento de Transporte de California por sus siglas en inglés Caltrans.